# شركة الصين لعلوم وصناعة الطيران
الشركة الصينية لعلوم وصناعة الطيران المحدودة ( CASIC ) هي شركة صينية مملوكة للدولة تقوم بتصميم وتطوير وتصنيع مجموعة من المركبات الفضائية ومركبات الإطلاق وأنظمة الصواريخ الاستراتيجية والتكتيكية والمعدات الأرضية. ساهمت الشركة في مشاريع وطنية مثل الرحلات الفضائية المأهولة واستكشاف القمر .[بحاجة لمصدر] تعد الشركة أكبر صانع للصواريخ في الصين. 

### حظر الاستثمار الأمريكي
في نوفمبر 2020، أصدر دونالد ترامب أمرًا تنفيذيًا يحظر على أي شركة أو فرد أمريكي امتلاك أسهم في الشركات التي أدرجتها وزارة الدفاع الأمريكية  على أنها لها روابط بجيش التحرير الشعبي الصيني (PLA)، والتي تضمنت شركة الصين لعلوم وصناعة الطيران.   

## أنظر أيضاَ
- شركة الصين لعلوم وتكنولوجيا الفضاء
- إدارة الفضاء الوطنية الصينية
- شركة صناعة الطيران الصينية (AVIC)
- القوات الجوية لجيش التحرير الشعبي
- لجنة العلوم والتكنولوجيا والصناعة للدفاع الوطني